# Final da Liga dos Campeões da UEFA de 1997–98
A Final da Liga dos Campeões da UEFA de 1997–98 foi uma partida de futebol que ocorreu na Amsterdam Arena em Amsterdã, na província neerlandesa da Holanda do Norte, em 20 de maio de 1998, para determinar quem seria o campeão da Liga dos Campeões da UEFA de 1997–98. O confronto foi entre o Real Madrid da Espanha e a Juventus da Itália. A Juventus de Turim jogava então sua terceira final consecutiva, enquanto que o Real Madrid ia para sua primeira final na era da Liga dos Campeões (antes era chamada de Taça dos Clubes Campeões Europeus). O Real Madrid sagrou-se campeão ao vencer o jogo por 1–0, o único gol foi anotado por Predrag Mijatović, conquistava assim seu sétimo título europeu, o primeiro após 32 anos de jejum. Uma repetição desse jogo aconteceu na disputa do título da Liga dos Campeões da UEFA de 2017 em Cardiff, e na ocasião o Real Madrid venceu novamente, agora por 4–1.

## Caminho até a final
| Times             | P  | J | V | E | D | GP | GC | SG  |
| ----------------- | -- | - | - | - | - | -- | -- | --- |
| Manchester United | 15 | 6 | 5 | 0 | 1 | 14 | 5  | +9  |
| Juventus          | 12 | 6 | 4 | 0 | 2 | 12 | 8  | +4  |
| Feyenoord         | 9  | 6 | 3 | 0 | 3 | 8  | 10 | −2  |
| Košice            | 0  | 6 | 0 | 0 | 6 | 2  | 13 | −11 |

| Times       | P  | J | V | E | D | GP | GC | SG  |
| ----------- | -- | - | - | - | - | -- | -- | --- |
| Real Madrid | 13 | 6 | 4 | 1 | 1 | 15 | 4  | +11 |
| Rosenborg   | 11 | 6 | 3 | 2 | 1 | 13 | 8  | +5  |
| Olympiacos  | 5  | 6 | 1 | 2 | 3 | 6  | 14 | −8  |
| Porto       | 4  | 6 | 1 | 1 | 4 | 3  | 11 | −8  |

Fonte: 

## Partida

### Detalhes
| 20 de maio de 1998 | Juventus | 0–1       | Real Madrid   | Amsterdam Arena, Amsterdã                        |
| 20:45 UTC+2        |          | Relatório | Mijatović 66' | Público: 48,500 Árbitro: Hellmut Krug (Alemanha) |

| Juventus | Real Madrid |

| G              | 1  | Angelo Peruzzi (c)    |     |     |
| Z              | 3  | Moreno Torricelli     |     |     |
| Z              | 13 | Mark Iuliano          |     |     |
| Z              | 4  | Paolo Montero         | 79' |     |
| LD             | 7  | Angelo Di Livio       |     | 46' |
| V              | 14 | Didier Deschamps      |     | 77' |
| V              | 26 | Edgar Davids          | 34' |     |
| LE             | 22 | Gianluca Pessotto     |     | 70' |
| M              | 21 | Zinedine Zidane       |     |     |
| A              | 9  | Filippo Inzaghi       |     |     |
| A              | 10 | Alessandro Del Piero  |     |     |
| Reservas:      |    |                       |     |     |
| G              | 12 | Michelangelo Rampulla |     |     |
| Z              | 6  | Dimas Teixeira        |     |     |
| Z              | 15 | Alessandro Birindelli |     |     |
| V              | 8  | Antonio Conte         |     | 77' |
| V              | 20 | Alessio Tacchinardi   |     | 46' |
| A              | 16 | Nicola Amoruso        |     |     |
| A              | 18 | Daniel Fonseca        |     | 70' |
| Treinador:     |    |                       |     |     |
| Marcello Lippi |    |                       |     |     |

| G             | 25 | Bodo Illgner         |       |     |
| LD            | 17 | Christian Panucci    |       |     |
| Z             | 5  | Manuel Sanchís (c)   |       |     |
| Z             | 4  | Fernando Hierro      | 23'   |     |
| LE            | 3  | Roberto Carlos       | 37'   |     |
| M             | 6  | Fernando Redondo     |       |     |
| V             | 27 | Christian Karembeu   | 56'   |     |
| M             | 10 | Clarence Seedorf     | 90+4' |     |
| A             | 7  | Raúl                 |       | 90' |
| A             | 15 | Fernando Morientes   |       | 81' |
| A             | 8  | Predrag Mijatović    |       | 89' |
| Reservas:     |    |                      |       |     |
| G             | 1  | Santiago Cañizares   |       |     |
| Z             | 19 | Fernando Sanz        |       |     |
| M             | 11 | José Emilio Amavisca |       | 90' |
| M             | 16 | Jaime                |       | 81' |
| M             | 18 | Víctor Sánchez       |       |     |
| M             | 20 | Sávio                |       |     |
| A             | 9  | Davor Šuker          |       | 89' |
| Treinador:    |    |                      |       |     |
| Jupp Heynckes |    |                      |       |     |

| Auxiliares: Thorsten Bastian (Alemanha) Christian Schräer (Alemanha) Fourth official: Hans-Jürgen Weber (Alemanha) | Regulamento - 90 minutos. - 30 minutos de prorrogação com gol de ouro caso haja empate no tempo normal. - Persistindo o empate, o vencedor será decidido nas penalidades máximas. - Sete jogadores substitutos, mas apenas 3 podem ser usados. |

Fonte: